# Pete Davidson (песня)
«Pete Davidson» (с англ. — «Пит Дэвидсон») — сингл американской певицы Арианы Гранде с её четвёртого студийного альбома Sweetener. Он был выпущен на лейбле Republic Records 17 августа 2018 года вместе с альбомом. Песня была написана Гранде, Викторией Монетт и её продюсерами Томми Брауном и Чарльзом Андерсоном. Песня названа в честь тогдашнего бойфренда Гранде, комика Пита Дэвидсона.

## История
Эта песня была последней песней, записанной для альбома Sweetener.
Она была написана, когда Гранде и её теперь уже бывший бойфренд Пит Дэвидсон начали встречаться. Впервые сингл был представлен 31 мая 2018 года, после того, как Гранде опубликовала свою первую фотографию с Дэвидсоном в Instagram с описанием:Я думала, что ты войдешь в мою жизнь 💭 вау! 7 июня 2018 года Гранде подтвердила, что недавно она записала интерлюдию для Sweetener. 17 июня 2018 года она опубликовала фрагмент интерлюдии, затем в тот же день подтвердила название «Pete». Позже песня была переименована в «Pete Davidson».

## Критика
Песня в целом получила положительные отзывы. Нил Маккормик из The Daily Telegraph написал, что песня совершенно великолепна. Луи Брутон из The Irish Times сказал, что песня добавляет легкости альбому. Бриттани Спанос из Rolling Stone сказала, что песня передает суть одним своим названием.

## Чарты
| Чарт(2018)                              | Высшая позиция |
| --------------------------------------- | -------------- |
| Australia (ARIA)                        | 58             |
| Канада (Billboard Canadian Hot 100)     | 73             |
| Португалия (AFP)                        | 87             |
| Великобритания (OCC UK Audio Streaming) | 55             |
| США (Billboard Hot 100)                 | 99             |